# 大鬧廣昌隆 (電視劇)
《大鬧廣昌隆》 （英語：Time Before Time）是香港電視廣播有限公司製作的民初劇集，改編自香港知名奇談《大鬧廣昌隆》。於1997年8月4日至8月29日期間首播，共20集，由周海媚、林家棟、郭少芸、陳啟泰主演。主題曲《抱緊眼前人》由梅艷芳主唱。此劇以平均36點，最高45點成為1997年無綫劇集收視冠軍，為當年黑馬之一。周海媚憑藉此劇人氣再度上升，林家棟則成功躋身一線演員行列。

## 劇情簡介
許大廣（林家棟飾）是一名在廣昌隆當苦力的普通職員，因長相與廣昌隆死去的三老闆陸運廣（林家棟分飾）相似而被二老闆陸運隆（李成昌飾）關照。大廣在機緣巧合下拾得一紙傘，更發現一隻女鬼長年寄居於紙傘內。女鬼小芙蓉（周海媚飾）心地善良，長年寄住傘內只為找回失散多年的三哥、其丈夫運廣。小芙蓉利用電台講鬼故企圖尋回運廣，但並不成功，卻遇上好心人車達夫（陳啟泰飾）。
大廣青梅竹馬的女友倀雞英（郭少芸飾；倀雞意指潑辣）因妒忌大廣與小芙蓉日漸親密，而用極難聽的說話將小芙蓉趕走。大廣追出尋找小芙蓉時被雷電擊中。這一次雷擊卻讓大廣想起以往小芙蓉與運廣相處時的種種。大廣與小芙蓉開始尋找殺死運廣的兇手，起初大家懷疑是因得不到運廣而妒忌的丹鳳（曹眾飾）。後來卻發覺原來是兄弟陸運昌（金興賢飾）的所為。運昌因怕大廣和小芙蓉查出真相，找來天靈大師（單立文飾）對之加害。當年曾受恩於小芙蓉的盲婆（羅蘭飾）則運用其通靈力與天靈激鬥。大廣和小芙蓉終能討回公道。大廣最終與倀雞英結婚並一起生活至終老。一次，大廣與倀雞英一起同遊公園，倀雞英離開去買東西時，大廣在模糊之間彷彿再次見到小芙蓉的身影。原來這是大廣將要離開人世時，看到小芙蓉在遠方等候他。

## 演員表

### 陸家（廣昌隆）
| 演員   | 角色   | 暱稱/關係 |
| 黃 新  | 陸伯川 | 「廣昌隆」創辦人 陸運昌、陸運隆、陸運廣之父 （第3集） 被丹鳳慫恿厭惡小芙蓉，致使陸運廣攜小芙蓉離家。 |
| 金興賢 | 陸運昌 | 暱稱：狼胎狗 「廣昌隆」大老闆 陸運隆、陸運廣之兄 陸繼華、陸曉彤之父 為了爭奪廣昌隆，殺害陸運廣、小芙蓉。又為了保守秘密滅口殺害丹鳳。 於第20集誤殺王天靈後入獄。 |
| 韓馬利 | 薛靜儀 | 陸運昌之妻 陸繼華、陸曉彤之母 |
| 李成昌 | 陸運隆 | 「廣昌隆」二老闆 陸運昌之弟 陸運廣之兄 陸繼華、陸曉彤之二叔 長期心繫三弟陸運廣與小芙蓉去處，看到來求職的大隻廣甚感訝異，雖然知道大隻廣非陸運廣，仍相當關心大隻廣。 |
| 蘇恩磁 | 何秀蘭 | 陸運隆之妻 |
| 林家棟 | 陸運廣 | 暱稱：三哥、三少爺 「廣昌隆」三老闆/三少爺 陸運昌、陸運隆之弟 陸繼華、陸曉彤之三叔 小芙蓉之夫 許大廣前世 角色簡介 精明幹練，是廣昌隆的主事之一。在歌廳時遇到躲在後台的小芙蓉，幾次見面後對小芙蓉傾心，互許終身，卻遭陸父反對，陸運廣一怒之下攜小芙蓉離開廣昌隆。 於1922年因陸運昌在自己送的酒裡下毒殺害，但未遂。后得知陆运昌做假账及用酒毒害自己与小芙蓉而独自找其谈判，争执期间被陆运昌随手捡起的铲子杀害。 |
| 林家棟 | 許大廣 | 暱稱：大隻廣 任職「廣昌隆」倉務員 陳艷芳之子 許淑貞之兄 古美英之夫 古仁貴之女婿 陸運廣的轉世 角色簡介 口頭禪：「你都無解嘅」（你很不可理喻）、「幾好呀」 好吃懶做又喜歡貪小便宜，因此換了好幾份工作，在小舅媽的介紹下到知名雜貨店廣昌隆上班。被廣昌隆二當家陸運隆誤認為其弟陸運廣，大頭廣極力解釋他與陸運廣無關，陸運隆雖然接受大隻廣的說詞，仍十分器重他。 不相信世上有鬼，跟同事打賭去相傳有鬼的閣樓試膽，發現囚禁小芙蓉的雨傘，打開雨傘放出小芙蓉。重見天日的小芙蓉不知陸運廣已死，央求大頭廣陪她一同尋找陸運廣。 對小芙蓉過於關心導致其女友古美英吃醋，古美英用言語刺激小芙蓉將其逼走，大隻廣怒斥古美英，追上去找小芙蓉之際遭雷擊，恢復前世記憶，開始尋找當年殺害小芙蓉的兇手。 最後與古美英結婚組織家庭，生命將盡之際看到小芙蓉在遠處等待，約定再續前緣。                                                                                 |
| 周海媚 | 小芙蓉 | 女鬼，於1922年被陸運昌毒死（第1集） 丹鳳的婢女（後被陸運廣帶走） 陸運廣之妻 「廣昌隆」三少奶（後來廣昌隆員工的謠傳） 角色簡介 最初是歌星丹鳳花錢買的侍婢，雖然常被欺負，但生性樂觀，沒有把這些事放在心上。喜歡唱歌，常趁著丹鳳在歌廳唱歌時在後台偷看，因而認識陸運廣。 一次陸運廣在外遇到被丹鳳趕出來的小芙蓉，發現小芙蓉會唱歌，教導她學唱歌，兩人開始萌生情愫，遭到丹鳳記恨，為了阻止小芙蓉跟陸運廣交往，跟陸父說小芙蓉壞話，導致陸運廣跟小芙蓉後面的悲劇。 遭陸運昌毒害身亡魂魄離體，遭雷擊重創落入傘中被囚禁長達二十多年，直到大頭廣無意間將小芙蓉放出方重見天日，但不知陸運廣已死，央求大隻廣幫她找陸運廣。 附身古仁貴在電台說出與陸運廣的故事，一度造成轟動，本來對小芙蓉感到害怕的街坊鄰居也對小芙蓉心生同情，幫助她尋找陸運廣。不料也同時被陸運昌注意到，陷入危機。 謊稱已去投胎，不料仍在陰間等待大隻廣，待大隻廣來臨，約定再續前緣。 |
| 鄧兆尊 | 陸繼華 | 暱稱：奀豬華、Christopher Luk 陸運昌、薛靜儀之子 陸運隆、陸運廣之姪 陸曉彤之兄 與許淑貞相戀 於第20集與許淑貞結成夫婦 |
| 簡佩筠 | 陸曉彤 | 陸運昌、薛靜儀之女 陸運隆、陸運廣之姪女 陸繼華之妹 |

### 許家
| 演員   | 角色   | 暱稱/關係                                                                                                  |
| 白 茵  | 陳艷芳 | 許大廣、許淑貞之母 古美英之奶奶 陳剛的姐姐 金阿彩之大嫂                                                    |
| 艾 威  | 陳 剛  | 暱稱：369（警察編號369） 任職警察 隸屬軍裝巡警 警司司徒波比下屬 陳艷芳之弟 許大廣、許淑貞之舅父 金阿彩之夫 |
| 陳安瑩 | 金阿彩 | 靚舅母 陳剛之妻 陳艷芳之弟婦 許大廣、許淑貞之舅母                                                          |
| 林家棟 | 許大廣 | 參見陸家（廣昌隆）                                                                                         |
| 楊 羚  | 許淑貞 | 暱稱：妹頭、阿貞 陳艷芳之女 許大廣之妹 與陸繼華相戀 於第20集與陸繼華結成夫妻                               |

### 古家
| 演員   | 角色   | 暱稱/關係 |
| 沈 威  | 古仁貴 | 古美英之父 任職「美的呼聲」電台DJ 在某次直播電台節目開天窗之際被拉去救場，小芙蓉附在其身上說出與陸運廣的故事，不料引起轟動，反引起陸運昌疑心，被抓去毒打一頓。 |
| 郭少芸 | 古美英 | 暱稱：倀雞英，有潑辣之意。 古仁貴之女 許大廣女友，後結婚成為妻子                                                                                               |

### 車家
| 演員   | 角色     | 暱稱/關係 |
| 羅樂林 | 車大成   | 車月亭之父 車達夫、車達君之爺爺（陰間） |
| 羅樂林 | 車月亭   | 車達夫、車達君之父 角色簡介 地方惡霸，想跟廣昌隆合夥遭拒，開始找店舖麻煩，大隻廣帶小芙蓉去揭開車月亭的祕密，使其無法收購廣昌隆。 自稱文化人，但平常脾氣暴躁，經常責罵下屬。雖然脾氣暴躁，但怕鬼又怕黑，發現小芙蓉是鬼時嚇到想找道士來收小芙蓉，後來幫助小芙蓉擺脫王天靈的追殺。 |
| 梁葆貞 | 夫 嫲    | 車大成之妻 車月亭之母 車達夫、車達君之嫲嫲（陰間） |
| 劉桂芳 | 夫 母    | 車月亭之妻 車達夫、車達君之母（陰間） |
| 羅君左 | 夫舅父   | 車達夫、車達君的舅父（陰間） 淹死 |
| 陳啟泰 | 車達夫   | 車月亭之長子 車大成之孫 車達君之兄 於1921年出生 於第5集登場 看到小芙蓉不知道是鬼，對她一見傾心 自幼體弱，於第14集因心臟病發去世，進入陰間 於第20集投胎轉世，成為許大廣的下世的好朋友                                                                                            |
| 何遠恆 | 車達君   | 車月亭之次子 車達夫之弟 夜校教師 |
| 廖麗麗 | 車家工人 | |
| 博 君  | 阿 威    | 車月亭手下 |
| 游 飆  | 阿 海    | 車月亭手下 |
| 邱萬城 | 阿 成    | 車月亭手下 |

### 廣昌隆
| 演員   | 角色  | 暱稱/關係           |
| 焦 雄  | 順 叔 | 「廣昌隆」打雜      |
| 孫季卿 | 梁 伯 | 明叔 「廣昌隆」掌櫃 |
| 凌 漢  | 福 伯 | 「廣昌隆」伙記      |
| 戴少民 | 阿 財 | 「廣昌隆」打雜      |
| 伍文生 | 阿 生 | 「廣昌隆」打雜      |
| 羅立勤 | 工 人 | 「廣昌隆」伙記      |
| 蔣 克  | 工 人 | 「廣昌隆」伙記      |

### 其他演員
| 演員   | 角色       | 暱稱/關係 |
| 曹 眾  | 丹 鳳      | 1920年代酒廊歌星 喜歡陸運廣 曾與陸運廣爭執而導致破相 於第15集被陸運昌毒死                                                                                              |
| 羅 蘭  | 盲 婆      | 王天靈之師姐兼天敵 幫助許家對付王天靈 於第20集多次用扶乩耗盡陽壽 |
| 單立文 | 王天靈     | 天靈大師、羊咩鬚（許大廣專稱） 盲婆之師弟兼天敵 利用邪眼控制陸家及與他作對的人，隨他死後眼鏡碎裂而解咒 對付小芙蓉、車達夫 於第20集被陸運昌用印有「勝者為王」的旗幟誤殺 |
| 河國榮 | 司徒波比   | BOBBY仔 警司 車月亭好友 陳剛上司 |
| 王大偉 | 學 生      | |
| 鄭瑞曉 | 學 生      | |
| 沈星銘 | 學 生      | |
| 黃天鐸 | 電台台長   | 「美的呼聲」電台台長 |
| 黃建峰 | 電台同事   | 「美的呼聲」電台同事 |
| 梁照豪 | 控制員     | 「美的呼聲」電台控制員 |
| 黎秀英 | 包租婆     | |
| 王偉樑 | 鳳男友     | |
| 談佩珊 | 老 師      | 受陸運廣所聘教小芙蓉唱歌 |
| 區 嶽  | 檔口老闆   | |
| 黃劍偉 | 打 手      | |
| 詹小玲 | 打 手      | |
| 李慧萍 | 電台同事   | 「美的呼聲」電台同事 |
| 蓋世寶 | 少 女      | |
| 朱咪咪 | 四 姑      | |
| 黃成想 | 無胆鬼     | |
| 薛崇基 | 色 鬼      | |
| 黃仲匡 | 大食鬼     | |
| 鄧煜榮 | 大頭鬼     | |
| 華忠男 | 惡 鬼      | |
| 李鴻傑 | 張老師     | |
| 陸婉芬 | 陸家工人   | |
| 孫恩明 | 昌手下     | |
| 王維德 | 律 師      | |
| 張俊華 | 大 漢      | |
| 劉永晉 | 大 漢      | |
| 盧卓南 | 大 漢      | |
| 陸希揚 | 大 漢      | |
| 卓 凡  | 警 察      | |
| 何掌君 | 警 察      | |
| 郭子菲 | 女 鬼      | |
| 鄧榮燊 | 獄 長      | |
| 李志偉 | 獄 卒      | |
| 陳中堅 | 法慈大師   | |
| 凌禮文 | 慈航大師   | |
| 招浩東 | 歌劇院老伯 | |
| 麥嘉倫 | 同 學      | 夜校同學 |
| 溫文英 | 同 學      | 夜校同學 |
| 張 捷  | 同 學      | 夜校同學 |
| 陳楚翹 | 同 學      | 夜校同學 |
| 張松枝 | 大隻佬     | |
| 伍慧珊 | 女 友      | |
| 張鴻昌 | 達達啦嘛   | （於第16集出現） |
| 鄧汝超 | 神打猴王   | （於第16集出現） |
| 大 象  | 四 姑      | （於第16集出現） |
| 呂劍光 | 義莊看更   | |
| 余慕蓮 | 問米婆     | |
| 湯俊明 | 阿 北      | |
| 龍志成 | 大 漢      | |
| 沈寶思 | 豪         | |
| 黎靖雪 | 小 南      | 許大廣之女（於第20集出現） |

## 收視
以下為該劇於香港無綫電視翡翠台之收視紀錄：
| 週次 | 集數  | 日期                  | 平均收視            | 收視百分比 | 備註                          |
| 1    | 01-05 | 1997年8月4日-8月8日   | 34點（196.6萬觀眾） | 75%        |                               |
| 2    | 06-10 | 1997年8月11日-8月15日 | 36點（213.5萬觀眾） | 80%        |                               |
| 3    | 11-15 | 1997年8月18日-8月22日 | 36點（212.3萬觀眾） | 80%        |                               |
| 4    | 16-20 | 1997年8月25日-8月29日 | 39點（233.0萬觀眾） | 83%        | 最高收視為46點（約270萬觀眾） |

## 記事
- 此劇曾於2002年9月在無綫電視翡翠台深夜00:30-01:30重播。另外於2006年3月10日起在無綫電視翡翠台深夜00:15-01:20重播。原定這個電視劇將會在TVB經典台2015年9月重播，另一方面卻於2015年9月8日起在無綫電視翡翠台深夜00:15-01:20重播。2019年6月22日在（馬來西亞版無綫電視）TVB經典台我們的——周海媚時段重播。[1][2]
- 因周海媚於2023年12月11日離世，為表悼念，無綫電視安排自2023年12月18日起，星期一至五晚上9時30分至10時30分於J2重播本劇。[3]

## 外部連結
- 大鬧廣昌隆官方網站 （页面存档备份，存于）
- 無綫舊劇專區--大鬧廣昌隆
- 大鬧廣昌隆--主題曲

## 電視節目的變遷
| 香港 無綫電視翡翠台 星期三至六 00:30 - 01:30    | 香港 無綫電視翡翠台 星期三至六 00:30 - 01:30 | 香港 無綫電視翡翠台 星期三至六 00:30 - 01:30 |
| ----------------------------------------------- | -------------------------------------------- | -------------------------------------------- |
|                                                 | 大鬧廣昌隆 （2002年9月13日－2002年10月12日） |                                              |
| 刑事偵緝檔案IV （2002年6月19日－2002年9月12日） | 鑑證實錄 （2002年10月16日－2002年11月16日）  |                                              |

| 香港 無綫電視翡翠台 星期二至六 00:15 - 01:15 | 香港 無綫電視翡翠台 星期二至六 00:15 - 01:15 | 香港 無綫電視翡翠台 星期二至六 00:15 - 01:15 |
| -------------------------------------------- | -------------------------------------------- | -------------------------------------------- |
|                                              | 大鬧廣昌隆 （2006年3月10日－2006年4月6日）   |                                              |
| 難兄難弟 （2006年2月3日－2006年3月9日）      | 花樣中年 （2006年4月18日－2006年5月16日）    |                                              |

| 香港 無綫電視翡翠台 星期二至六 00:15 - 01:20 · 10月2日 暫停播映 · 10月3日 00:15 - 02:20 | 香港 無綫電視翡翠台 星期二至六 00:15 - 01:20 · 10月2日 暫停播映 · 10月3日 00:15 - 02:20 | 香港 無綫電視翡翠台 星期二至六 00:15 - 01:20 · 10月2日 暫停播映 · 10月3日 00:15 - 02:20 |
| --------------------------------------------------------------------------------------- | --------------------------------------------------------------------------------------- | --------------------------------------------------------------------------------------- |
|                                                                                         | 大鬧廣昌隆 （2015年9月8日－2015年10月3日）                                              |                                                                                         |
| 誓不低頭 （2015年7月30日－2015年9月5日）                                                | 男親女愛（兩集連播） （2015年10月6日－2015年12月11日）                                  |                                                                                         |

| 香港 無綫電視J2 星期一至五 21:30 - 22:30             | 香港 無綫電視J2 星期一至五 21:30 - 22:30        | 香港 無綫電視J2 星期一至五 21:30 - 22:30 |
| ---------------------------------------------------- | ----------------------------------------------- | ---------------------------------------- |
|                                                      | 大鬧廣昌隆 （2023年12月18日－2024年1月12日）    |                                          |
| 世界跟我這Young玩 （2023年12月11日－2023年12月15日） | 上山下海過一夜 （2024年1月15日－2024年1月19日） |                                          |